# Mirosław Drączkowski
Mirosław Drączkowski (ur. 27 sierpnia 1970 w Rawiczu) – polski piłkarz występujący na pozycji napastnika, trener piłkarski.

## Życiorys
Wychowanek Śląska Wrocław. W 1987 roku został włączony do pierwszej drużyny. Pierwszy oficjalny mecz w seniorach Śląska rozegrał 26 marca 1988 roku, występując w przegranym 0:2 spotkaniu z GKS Katowice. Grał w reprezentacji U-20 (olimpijskiej), której selekcjonerem był Janusz Wójcik. Z powodu kontuzji nie pojechał jednak na Letnie Igrzyska Olimpijskie 1992. W barwach Śląska grał przez pięć sezonów I ligi. W sezonie 1992/1993 spadł z klubem z ligi, a we wrześniu 1993 roku został wypożyczony do Lechii Dzierżoniów. Na początku 1994 roku został zawodnikiem Zawiszy Bydgoszcz, dla którego rozegrał 13 ligowych spotkań. Po zakończeniu sezonu dzięki pomocy Tadeusza Pawłowskiego wyjechał do Austrii, wiążąc się z Casinem SW Bregenz. W sezonie 1994/1995 rozegrał trzynaście meczów w Regionallidze, a w marcu 1996 roku opuścił klub. Po powrocie do Polski grał jeszcze w Prochowiczance Prochowice i Polonii Środa Śląska. W 2005 roku był grającym trenerem w Ślęży Sobótka. Następnie trenował piłkarzy klubów niższych lig województwa dolnośląskiego, w tym m.in. Motobi Bystrzycy Kąty Wrocławskie, Polonii Środa Śląska, Piasta Żmigród i Miedzi II Legnica. Z Piastem Żmigród uzyskał awans do III ligi. Ponadto w 2012 roku został selekcjonerem reprezentacji Dolnego Śląska, uczestniczącej w Pucharze Regionów UEFA. W 2019 roku zdobył z tą reprezentacją Puchar Regionów.

## Statystyki ligowe
| Sezon         | Klub               | Liga         | Mecze | Gole |
| ------------- | ------------------ | ------------ | ----- | ---- |
| 1987/1988     | Śląsk Wrocław      | I liga       | 4     | 0    |
| 1988/1989     | Śląsk Wrocław      | I liga       | 17    | 1    |
| 1989/1990     | Śląsk Wrocław      | I liga       | 22    | 1    |
| 1990/1991     | Śląsk Wrocław      | I liga       | 4     | 0    |
| 1991/1992     | Śląsk Wrocław      | I liga       | 0     | 0    |
| 1992/1993     | Śląsk Wrocław      | I liga       | 16    | 1    |
| 1993/1994 (j) | Śląsk Wrocław      | II liga      | 2     | 0    |
| 1993/1994 (j) | Lechia Dzierżoniów | II liga      | 9     | 1    |
| 1993/1994 (w) | Zawisza Bydgoszcz  | I liga       | 13    | 1    |
| 1994/1995     | Casino SW Bregenz  | Regionalliga | 13    | 0    |